# 中林将浩
中林将浩（なかばやし まさひろ、1976年10月20日 - ）は、日本の陸上競技選手。専門は円盤投。
高校時代から円盤投げを始める。法政大学在学中、一年間休学してドイツのクラブチームに留学。帰国後に日本学生新記録を樹立した。
為末大は法大の一年後輩。